# Edward Gordon Williams
Pour les articles homonymes, voir Williams.
Edward Gordon Williams, né le 20 juillet 1888, est un rameur anglais qui a gagné une médaille de bronze olympique en 1908. Combattant lors de la Première Guerre mondiale, il est mort le 12 août 1915 près de Béthune.

## Biographie
Né à Honiton dans le comté du Devon le 20 juillet 1888, Edward Gordon Williams effectue son éducation à Eton puis au Trinity College de l'université de Cambridge où il est membre du Pitt Club. Il participe avec le Cambridge University Boat Club à la Boat Race. Avec Cambridge, il remporte la médaille de bronze aux Jeux olympiques de 1908 pour la Grande-Bretagne. En 1909, il participe à nouveau à la Boat Race ainsi qu'à la Régate royale de Henley. Il gagne lors de cette compétition la Silver Goblets associé à Banner Johnstone. En 1910, il participe à nouveau à la Boat Race.
Nommé ensuite administrateur colonial en Rhodésie du Nord-Ouest, il sert lors de la Première Guerre mondiale dans le régiment des Grenadier Guards avec le grade de lieutenant. Il est tué près de Béthune le 12 août 1915 et est enterré au St.Venant Communal Cemetery,.

## Palmarès

### Jeux olympiques
- Jeux olympiques de 1908 à Londres (Royaume-Uni) :
  -  médaille de bronze en huit en pointe avec barreur.